# 山下京子
山下 京子（やました きょうこ、1955年 - 2017年6月3日）は、日本の著作家。

## 概要
神戸連続児童殺傷事件の被害者の女児の母親であり、自らの思いを本にしていた。
元少年Aからは退院した2007年より毎年反省の気持ちを記した手紙が送られてきていた。最初の手紙は形だけの反省文で心がこもっていなかったものの、三年目くらいからは生身の人間が書いたようであり、罪を償おうとする気持ちが見られたと評価していた。一度元少年Aと会ってもいいと言うまでになっていた。だが『絶歌』が出版されたことで、もう関わりたくないとして手紙を全て捨てた。それ以降も手紙が送られ続けたが受け取らなかった。
『絶歌』が出版された際には、著者である元少年Aから絶歌と手紙が弁護士を通じて送られてきたが受け取らなかった。事件と向かい合う覚悟があり、自分の言葉に責任を持つつもりならば実名を公表するべきとした。元少年Aからは定期的に金銭が送られてきているものの、印税には贖罪の思いがこもっていないとした。そして殺人を犯して本を書いて金を儲けることがまかり通れば、ものの善悪が分からなくなると危惧した。
2017年6月3日、乳癌のため死去。

## 著書
- 彩花へ―「生きる力」をありがとう (ISBN 978-4309012063)
- あなたがいてくれるから―彩花へ、ふたたび (ISBN 978-4309012551)
- 彩花がおしえてくれた幸福 (ISBN 978-4591079362)